# Agabus joachimschmidti
Agabus joachimschmidti är en skalbaggsart som beskrevs av Michel Brancucci och Lars Hendrich 2008. Agabus joachimschmidti ingår i släktet Agabus och familjen dykare. Inga underarter finns listade i Catalogue of Life.